# Tempel van Apollo Sosianus

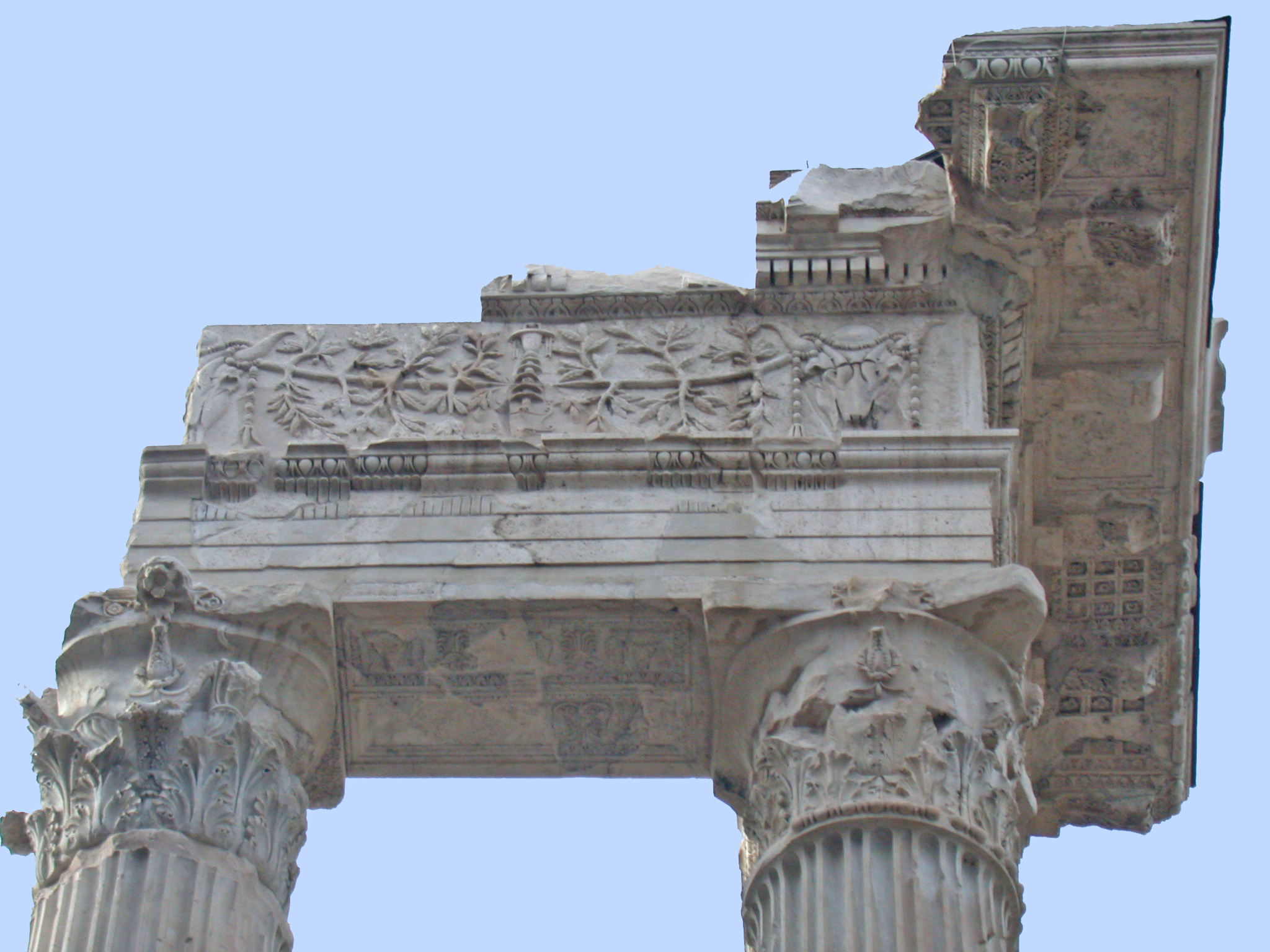
Korinthische kapitelen, architraaf en het met reliëfs versierde fries

De Tempel van Apollo Sosianus was een tempel in Rome op het Marsveld gewijd aan Apollo Medicus, die oorspronkelijk was ingewijd in 431 v.Chr., maar zijn naam dankt aan Gaius Sosius die de tempel in de 1e eeuw v.Chr. liet herbouwen.

## Bouwgeschiedenis
In 431 v.Chr. werd een tempel voor Apollo Medicus (‘de Genezer’) opgericht op of bij de oudste cultusplaats voor Apollo in Rome, het zogenaamde Apollinar(e). De bouw volgde na een gelofte die twee jaar eerder was gedaan, toen de hulp van Apollo was ingeroepen om een vreselijke pestepidemie te stoppen. De tempel werd buiten het pomerium gebouwd, omdat Apollo een niet-Romeinse god was, die binnen de heilige grens niet vereerd mocht worden. De tempel werd ingewijd door Gnaeus Julius Mento, een voorouder van Julius Caesar.
De eerste tempel was vernield bij de Gallische invasie in 387 v.Chr. en werd in 353 v.Chr. gerestaureerd.
In 179 v.Chr. liet Marcus Aemilius Lepidus de tempel geheel herbouwen. Hij liet de tempel opnemen in een gezamenlijke constructie met een theater en een proskenion.
De succesvolle generaal Gaius Sosius mocht in 34 v.Chr. een triomftocht houden na overwinningen in het oosten. Uit dank gaf hij opdracht om de Tempel van Apollo Medicus te herbouwen. Dit was opmerkelijk omdat ongeveer tegelijkertijd Octavianus de nieuwe grote Tempel van Apollo op de Palatijn liet bouwen. Sosius was als aanhanger van Marcus Antonius een tegenstander van Octavianus en mogelijk probeerden zij elkaar zo te overtroeven. In 32 v.Chr. brak de burgeroorlog uit tussen Octavianus en Antonius, waardoor Sosius gedwongen werd Rome te ontvluchten. Nadat Antonius verslagen was, werd Sosius vergeven en mocht hij terugkeren naar de hoofdstad, waar hij zijn tempel liet afbouwen. Vermoedelijk liet hij de tempel in Augustus' naam inwijden, maar deze stond sindsdien wel bekend als de Tempel van Apollo Sosianus.
Waarschijnlijk is de tempel in de late oudheid door een aardbeving of een vergelijkbare ramp getroffen en ingestort, waarna hij onder andere bebouwing is verdwenen.
Tijdens opgravingen bij het naastgelegen Theater van Marcellus in 1926-1932 werden ook architectonische fragmenten van de tempel gevonden. In 1937 werd het podium opgegraven en geïdentificeerd. De opgraving werd in 1940 afgesloten. In 1947 werden, in het jaar van de herdenking van de stichting van Rome, drie zuilen heropgericht, samen met een gedeelte van architraaf, fries en daklijst. De zuilen werden echter opgericht aan de kant van het podium tegenover de kant waar ze oorspronkelijk hadden gestaan, zodat ze vanaf de Via del Teatro di Marcello beter te zien waren.

## Het tempelgebouw
De tempel die in opdracht van Sosius werd gebouwd was een hexastyle pseudoperipteros, wat betekent dat er zes zuilen aan de voorkant stonden en dat het gedeelte van de tempel achter de pronaos niet voorzien was van hele zuilen, maar van pilasters (of halfzuilen). Het podium is 13 m. lang en ruim 4 m. hoog.
De pronaos had 6 x 3 marmeren zuilen, voorzien van Korinthische kapitelen. De cella, waarin het cultusbeeld van Apollo stond, was zeer rijk versierd. Vermoedelijk stonden aan weerszijden in de cella rijen zuilen in twee verdiepingen. De onderste rij waren vrijstaande zuilen met Korinthische kapitelen en de zuilen daarboven waren pilasters met eveneens Korinthische kapitelen. Tussen de onderste zuilen stonden aedicula’s met afwisselend een driehoekig en een halfrond fronton (één zo’n aedicula is te zien in het museum Centrale Montemartini).
In de cella stonden kunstwerken die waarschijnlijk door Sosius zelf naar Rome waren gehaald: schilderijen van Aristides van Thebe, verscheidene standbeelden van Philiscus van Rhodos, een citerspelende Apollo van Timarchides, een standbeeld van Apollo van cederhout uit Seleucia en de beroemde Niobidengroep waarvan ook in de oudheid al niet meer bekend was of hij moest worden toegeschreven aan Praxiteles of Skopas.
Aan de buitenkant rustte op de zuilen een architraaf waarboven zich een rijk versierd fries bevond. Een deel hiervan is weer opgericht. Te zien zijn bucrania (runderschedels) en kandelabers waartussen slingers hangen van lauriertakken (de laurier was aan Apollo gewijd).

## Frontonsculpturen
In 1985 werd na langdurig onderzoek tijdens een tentoonstelling in de Capitolijnse Musea een reconstructie gepresenteerd van de frontonsculpturen, die nu te zien is in het museum Centrale Montemartini. De beeldengroep stelt een Amazonomachie voor, een gevecht tussen Grieken en Amazonen. Waarschijnlijk gaat het in dit geval om het 9e werk van Herakles, waarbij hij de gordel van Hippolyte, de koningin van de Amazonen, moest halen. Herakles ging daarom in gezelschap van Theseus naar Themiskyra in Scythië. De reconstructie heeft negen figuren, hoewel de groep oorspronkelijk zeker nog twee figuren meer had. In het midden staat de godin Athene. Links naast haar Nikè, die Theseus bekranst. Theseus is links van Nikè in gevecht met een Amazone te paard. Daarnaast, in de linkerhoek, ligt een Griek op de grond. Aan de rechterkant van Athene bevindt zich Herakles die in gevecht is met een Amazone, mogelijk Hippolyte. Rechts van Hippolyte is een Amazone te paard in gevecht met een Griek die op zijn knieën zit.
De beelden waren oorspronkelijk beschilderd. Op het hoofd van Nikè zijn nog resten van deze beschildering te zien. Zo is te zien dat de pupillen in haar ogen waren geschilderd.
Op grond van stilistische kenmerken kan de beeldengroep in 450-425 v.Chr. worden gedateerd. De beelden zijn Grieks. Waarschijnlijk zijn ze afkomstig van de tempel van Apollo Daphnephoros (‘de Laurierdrager’) in Eretria. Daar werd een nieuwe tempel opgericht nadat de oorspronkelijke tempel was verwoest door de Perzen in 490 v.Chr.. De prominente plaats van de godin Athene in de beeldengroep wijst erop dat hij uit een stad komt die nauw verbonden was met de stad Athene – en Eretria was zo’n stad. De beeldhouwwerken zijn door de Romeinen, misschien door Gaius Sosius zelf, naar Rome gehaald.